# Journal of Molecular Catalysis
Das Journal of Molecular Catalysis (abgekürzt J. Mol. Catal.) ist eine wissenschaftliche Fachzeitschrift. Die Zeitschrift erschien von 1975 bis 1994 bei Elsevier und behandelte molekulare und atomare Aspekte der katalytischen Aktivierung und Reaktionsmechanismen. Sie wurde 1995 in das Journal of Molecular Catalysis A: Chemical (ISSN 1381-1169) – später fortgesetzt als Molecular Catalysis (ISSN 2468-8231) – und das Journal of Molecular Catalysis B: Enzymatic (ISSN 1381-1177, 2016 eingestellt) aufgeteilt.